# Liedekerke
Pour les articles homonymes, voir Liedekerke (homonymie).
Liedekerke est une commune néerlandophone de Belgique située en Région flamande dans la province du Brabant flamand.

## Histoire

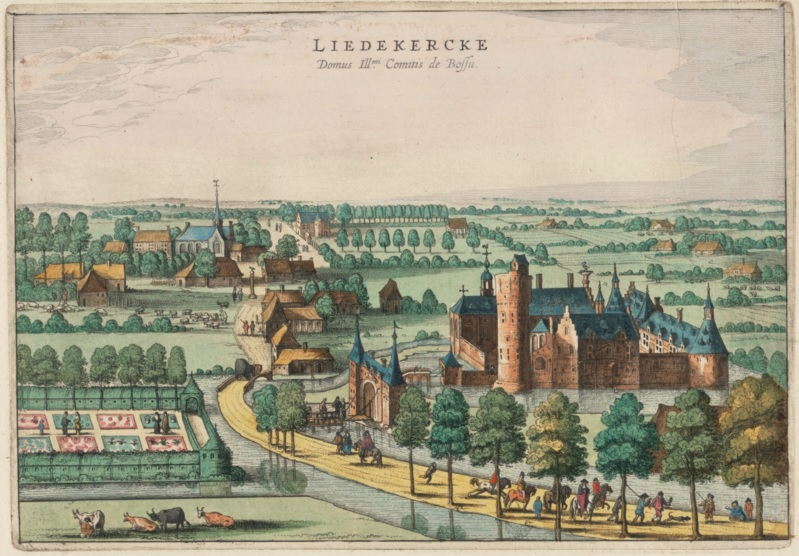
Le château de Liedekerke, résidence du comte de Bossu, première moitié du XVIIe siècle (gravure issue du Flandria illustrata, 1641).

De la période carolingienne jusqu'au XIe siècle, Liedekerke faisait partie du comté du Brabant. Vers 1056–1059, Baudouin V, comte de Flandres, acquit la partie nord-ouest du village comme fief de l'empereur du Saint-Empire. Ce comté s'étendais entre l'Escaut et la Dendre et englobait plusieurs autres villages le long du cours de la seconde, dont Liedekerke.
Le nom Liekercke, qui signifie « église sur la petite colline », est le premier indiqué comme partie du comté en 1092.
Dans l'organisation ecclésiastique, au Moyen Âge, Liedekerke faisait partie du doyenné de Hal dans l'archidiaconat du Brabant (nl), lui-même rattaché à l'ancien diocèse de Cambrai (nl).
Liedekerke a donné son nom à une importante famille de la noblesse belge : la Maison de Liedekerke.
La forteresse des ducs de Brabant s'élevait près de la Dendre, sur les terres de Denderleeuw, avec lequel il formait un dominium. Grâce au mariage de Jacques († 1618), fils de Jean de Hénin-Liétard, premier marquis de Veere, et de Marie van Hannaert, baronne de Liedekercke et vicomtesse de Bruxelles, la famille de Hénin-Liétard devint résidente du château et seigneur du château initial.
Entre 1796 et 1815, pendant l'occupation française, Liedekerke fut intégrée dans le département de la Dyle et en 1815, elle passa dans le Brabant-Méridional. Le vieux château fut démoli.

## Héraldique
|  | La commune possède des armoiries qui lui ont été octroyées le 15 octobre 1951 et à nouveau le 1er mars 1993. Les trois lions sont issus des armoiries des plus anciens seigneurs connus de Liedekerke, datant du XIIe siècle. La famille a gardé le domaine jusqu'en 1190, mais toutes les familles ultérieures propriétaires du domaine ont utilisé ces armoiries avec les trois lions comme armoiries de Liedekerke. Les armoiries apparurent également sur le plus ancien sceau connu du village, datant de 1326. Les armoiries ont été confirmées en 1993 sans aucun changement. Blasonnement : De gueules à trois lionceaux d'or armés et lampassés d'azur. - Délibération communale : 9 octobre 1992 - Arrêté de l'exécutif de la communauté : 1 mars 1993 - Moniteur belge : 21 juin 1994 Source du blasonnement : Heraldy of the World. |

## Démographie
- Source : DGS, de 1831 à 1981 = recensements population ; à partir de 1990 = nombre d'habitants chaque 1er janvier.[2]

## Toponymie

### Attestations anciennes
Lidecherkhe (1088), Ledecherchis (1092), Ledekercha (1146), Ledekerca (1146 ; 1168), Lidekerca (1146 ; ± 1150 ; 1159 ; 1182 ; 1195 ; 1220), Lidekerche (1146 ; 1159), Lydecherca (± 1150), Lydekerca (1159), Ledekerka (1174), Lidekerke (1180 ; 1211) et Lidekerka (1190 ; 1209).

### Étymologie
Le nom de Liedekerke est d’origine germanique : selon Maurits Gysseling, il vient de hliþa- (« côte, pente ») et de kirika (« église »).

## Patrimoine
Dans cette commune, il y a plusieurs monuments remarquables :
- La tour-clocher (1636) de l'église Saint-Nicolas.
- Le Waag ou Hôtel des Poids (1634).
- Les ruines du monastère de Ter Muilen.
- Le vaste parc naturel de Liedekerkebos (nl) est accessibles au public.

## Politique
| Identité                      | Période | Période  | Durée  |
| Identité                      | Début   | Fin      | Durée  |
| ----------------------------- | ------- | -------- | ------ |
| Étienne Schouppe (né en 1942) | 1989    | 2000     | 11 ans |
| Luc Wynant (d)                | 2001    | 2018     | 17 ans |
| Steven Van Linthout (d)       | 2019    | En cours | 6 ans  |

## Personnalités liées à Liedekerke
- Etienne Schouppe, ministre et bourgmestre de Liedekerke de 1989 à 2000.